# Dorothea van Denemarken (1546-1617)

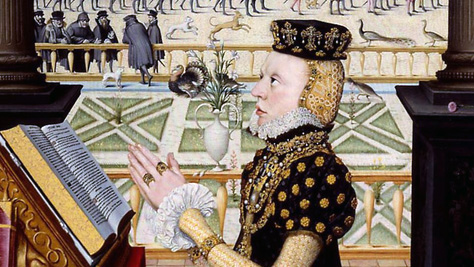
Dorothea van Denemarken

Dorothea van Denemarken (Kolding, 29 juni 1546 -  Celle, 6 januari 1617), ook wel bekend als Dorothea van Oldenburg, was een Deense prinses en door haar huwelijk hertogin van Brunswijk-Lüneburg. Toen haar man door een geestesziekte niet meer in staat was te regeren, werd zij regentes voor hun minderjarige zoon.  Zij was overtuigd Lutheraan en heeft zich actief ingezet voor de verspreiding van het Lutheranisme.

## Biografie
Dorothea van Denemarken was de jongste dochter van koning Christiaan III van Denemarken en Dorothea van Saksen-Lauenburg.  Zij trouwde in 1561 met Willem V van Brunswijk-Lüneburg, die ook wel Willem de Jongere wordt genoemd. Uit het huwelijk werden 15 kinderen geboren; zeer ongebruikelijk voor die tijd werden al deze kinderen volwassen. 

Dorothea van Denemarken en Willem de Jongere waren beide overtuigd Lutheraan.  Zij besteedden veel aandacht aan de (religieuze) opvoeding van hun kinderen en probeerden ook via het landsbestuur de Lutheraanse beginselen te verspreiden. Het huwelijk stond bekend als goed, totdat Willem de Jongere in 1577 de symptomen van een geestesziekte ging vertonen. In 1582 werd zijn gedrag zo onvoorspelbaar en agressief dat Dorothea van Denemarken met haar kinderen uit het hertogelijk slot in Celle vertrok. Zij drong erop aan de hertog in bewaring te stellen maar de hof- en regeringsfunctionarissen durfden niet te handelen.  Pas na ingrijpen van de keizer kreeg Willem de Jongere huisarrest en werd hij onder bewaking gesteld; hiervoor werden 20 landsknechten van buiten Brunswijk-Lüneburg aangetrokken. Na een tijdelijk herstel herhaalde deze situatie zich in 1587. Dorothea van Denemarken verliet Celle nu definitief, om te gaan wonen in de kastelen in Winsen en Medingen.

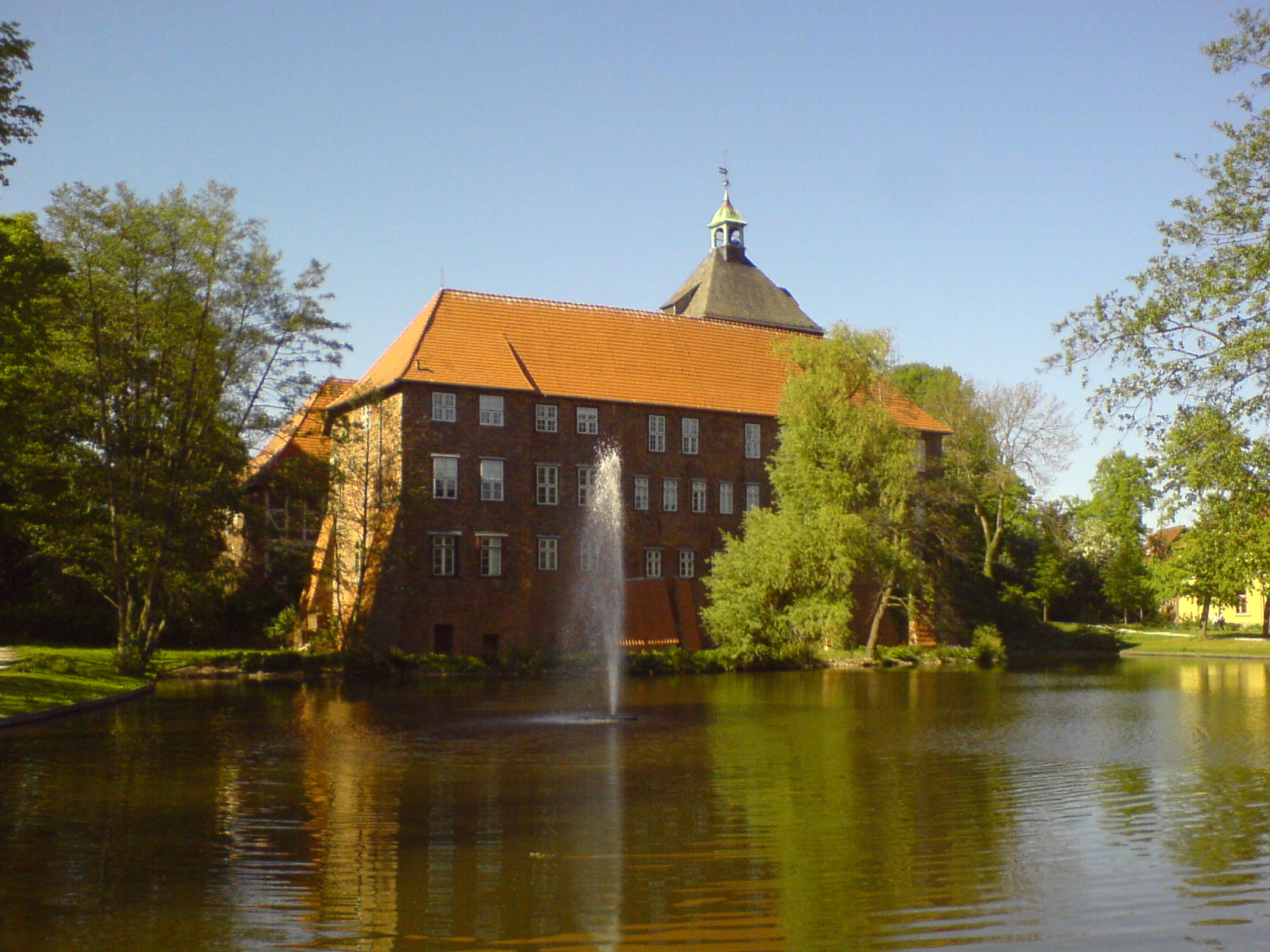
Slot Winsen

George Frederik I van Brandenburg-Ansbach en Filips II van Brunswijk-Grubenhagen werden benoemd tot bewindvoerders voor Willem de Jongere, maar in de praktijk functioneerde Dorothea van Denemarken als regentes totdat haar oudste zoon meerderjarig werd.  Zij regeerde in een moeilijke periode. Het feit dat er twee hofhoudingen waren (een in de officiële hertogelijke zetel Celle en een rond Dorothea van Denemarken in Winsen) leidde tot hoge kosten en stortte het hertogdom in de schulden. De verhoudingen tussen Dorothea van Denemarken en de leden van de regering waren slecht; na hun aarzeling om in te grijpen toen Willem de Jongere voor het eerst ziek werd had Dorothea van Denemarken weinig vertrouwen meer in hen. Ook had het hertogdom Brunswijk-Lüneburg in deze periode enkele keren te maken met pestepidemieën.
Wllem de Jongere stierf op 20 augustus 1592 en werd opgevolgd door zijn oudste zoon Ernst II. Dorothea van Denemarken trok zich als weduwe terug op het slot in Winsen. Dit slot en de bijbehorende domeinen waren haar bij haar huwelijk toegekend als weduwengoed. Zij liet het slot verfraaien en bestuurde het domein tot haar dood in 1617 met strenge hand. Ook voerde ze enkele processen tegen vermeende heksen. Ze stond echter bij de inwoners van Winsen ook bekend als een gulle landsvrouwe, die veel aan liefdadigheid deed. Zij is in de kerk van Celle naast haar echtgenoot begraven.

## Kinderen
Dorothea van Denemarken en Willem V van Brunswijk-Lüneburg hadden de volgende kinderen:
- Sophia (1563-1639), gehuwd met markgraaf George Frederik I van Brandenburg-Ansbach,
- Ernst II  Brunswijk-Lüneburg (1564-1611)
- Elisabeth (1565-1621), gehuwd met graaf Frederik van Hohenlohe-Langenburg
- Christiaan (1566-1633)
- August (1568-1636)
- Dorothea (1570-1649), gehuwd met paltsgraaf Karel I van Palts-Birkenfeld,
- Clara (1571-1658), gehuwd met graaf Willem van Schwarzburg-Blankenburg
- Anna Ursula (1572-1601)
- Margaretha (1573-1643), gehuwd met hertog Johan Casimir van Saksen-Coburg
- Frederik (1574-1648)
- Maria (1575-1610)
- Magnus (1577-1632)
- George (1582-1641), gehuwd met Anna Eleonora van Hessen-Darmstadt
- Johan (1583-1628)
- Sybilla (1584-1652), gehuwd met hertog Julius Ernst van Brunswijk-Dannenberg.

## Kwartierstaat
| Christiaan I van Denemarken (1426-1481) | Christiaan I van Denemarken (1426-1481) | Christiaan I van Denemarken (1426-1481) | Christiaan I van Denemarken (1426-1481) | Christiaan I van Denemarken (1426-1481) | Christiaan I van Denemarken (1426-1481) | Dorothea van Brandenburg (1430-1495)  | Dorothea van Brandenburg (1430-1495)  | Dorothea van Brandenburg (1430-1495)  | Dorothea van Brandenburg (1430-1495)  | Dorothea van Brandenburg (1430-1495)      | Dorothea van Brandenburg (1430-1495)      |                                           |                                           | Johann Cicero van Brandenburg (1455-1499) | Johann Cicero van Brandenburg (1455-1499) | Johann Cicero van Brandenburg (1455-1499) | Johann Cicero van Brandenburg (1455-1499) | Johann Cicero van Brandenburg (1455-1499) | Johann Cicero van Brandenburg (1455-1499) | Margaretha van Saksen (1449-1501) | Margaretha van Saksen (1449-1501) | Margaretha van Saksen (1449-1501) | Margaretha van Saksen (1449-1501) | Margaretha van Saksen (1449-1501) | Margaretha van Saksen (1449-1501) |                                 |                                 | Johan V van Saksen-Lauenburg (1439-1507) | Johan V van Saksen-Lauenburg (1439-1507) | Johan V van Saksen-Lauenburg (1439-1507) | Johan V van Saksen-Lauenburg (1439-1507) | Johan V van Saksen-Lauenburg (1439-1507)  | Johan V van Saksen-Lauenburg (1439-1507)  | Dorothea van Brandenburg (1447-1519)                | Dorothea van Brandenburg (1447-1519)                | Dorothea van Brandenburg (1447-1519)                | Dorothea van Brandenburg (1447-1519)                | Dorothea van Brandenburg (1447-1519)                | Dorothea van Brandenburg (1447-1519)                |                                           |                                           | Hendrik I van Brunswijk-Wolfenbüttel (1463-1514) | Hendrik I van Brunswijk-Wolfenbüttel (1463-1514) | Hendrik I van Brunswijk-Wolfenbüttel (1463-1514) | Hendrik I van Brunswijk-Wolfenbüttel (1463-1514) | Hendrik I van Brunswijk-Wolfenbüttel (1463-1514) | Hendrik I van Brunswijk-Wolfenbüttel (1463-1514) | Catharina van Pommeren-Wolgast (overlijden 1526) | Catharina van Pommeren-Wolgast (overlijden 1526) | Catharina van Pommeren-Wolgast (overlijden 1526) | Catharina van Pommeren-Wolgast (overlijden 1526) | Catharina van Pommeren-Wolgast (overlijden 1526) | Catharina van Pommeren-Wolgast (overlijden 1526) |  |  |  |  |  |  |  |  |  |  |  |  |  |  |  |  |  |  |  |  |  |  |  |  |  |  |  |  |  |  |  |  |  |  |  |  |  |  |  |  |  |  |  |  |  |  |  |  |
| Christiaan I van Denemarken (1426-1481) | Christiaan I van Denemarken (1426-1481) | Christiaan I van Denemarken (1426-1481) | Christiaan I van Denemarken (1426-1481) | Christiaan I van Denemarken (1426-1481) | Christiaan I van Denemarken (1426-1481) | Dorothea van Brandenburg (1430-1495)  | Dorothea van Brandenburg (1430-1495)  | Dorothea van Brandenburg (1430-1495)  | Dorothea van Brandenburg (1430-1495)  | Dorothea van Brandenburg (1430-1495)      | Dorothea van Brandenburg (1430-1495)      |                                           |                                           | Johann Cicero van Brandenburg (1455-1499) | Johann Cicero van Brandenburg (1455-1499) | Johann Cicero van Brandenburg (1455-1499) | Johann Cicero van Brandenburg (1455-1499) | Johann Cicero van Brandenburg (1455-1499) | Johann Cicero van Brandenburg (1455-1499) | Margaretha van Saksen (1449-1501) | Margaretha van Saksen (1449-1501) | Margaretha van Saksen (1449-1501) | Margaretha van Saksen (1449-1501) | Margaretha van Saksen (1449-1501) | Margaretha van Saksen (1449-1501) |                                 |                                 | Johan V van Saksen-Lauenburg (1439-1507) | Johan V van Saksen-Lauenburg (1439-1507) | Johan V van Saksen-Lauenburg (1439-1507) | Johan V van Saksen-Lauenburg (1439-1507) | Johan V van Saksen-Lauenburg (1439-1507)  | Johan V van Saksen-Lauenburg (1439-1507)  | Dorothea van Brandenburg (1447-1519)                | Dorothea van Brandenburg (1447-1519)                | Dorothea van Brandenburg (1447-1519)                | Dorothea van Brandenburg (1447-1519)                | Dorothea van Brandenburg (1447-1519)                | Dorothea van Brandenburg (1447-1519)                |                                           |                                           | Hendrik I van Brunswijk-Wolfenbüttel (1463-1514) | Hendrik I van Brunswijk-Wolfenbüttel (1463-1514) | Hendrik I van Brunswijk-Wolfenbüttel (1463-1514) | Hendrik I van Brunswijk-Wolfenbüttel (1463-1514) | Hendrik I van Brunswijk-Wolfenbüttel (1463-1514) | Hendrik I van Brunswijk-Wolfenbüttel (1463-1514) | Catharina van Pommeren-Wolgast (overlijden 1526) | Catharina van Pommeren-Wolgast (overlijden 1526) | Catharina van Pommeren-Wolgast (overlijden 1526) | Catharina van Pommeren-Wolgast (overlijden 1526) | Catharina van Pommeren-Wolgast (overlijden 1526) | Catharina van Pommeren-Wolgast (overlijden 1526) |  |  |  |  |  |  |  |  |  |  |  |  |  |  |  |  |  |  |  |  |  |  |  |  |  |  |  |  |  |  |  |  |  |  |  |  |  |  |  |  |  |  |  |  |  |  |  |  |
|                                         |                                         |                                         |                                         |                                         |                                         |                                       |                                       |                                       |                                       |                                           |                                           |                                           |                                           |                                           |                                           |                                           |                                           |                                           |                                           |                                   |                                   |                                   |                                   |                                   |                                   |                                 |                                 |                                          |                                          |                                          |                                          |                                           |                                           |                                                     |                                                     |                                                     |                                                     |                                                     |                                                     |                                           |                                           |                                                  |                                                  |                                                  |                                                  |                                                  |                                                  |                                                  |                                                  |                                                  |                                                  |                                                  |                                                  |  |  |  |  |  |  |  |  |  |  |  |  |  |  |  |  |  |  |  |  |  |  |  |  |  |  |  |  |  |  |  |  |  |  |  |  |  |  |  |  |  |  |  |  |  |  |  |  |
|                                         |                                         |                                         |                                         | Frederik I van Denemarken (1471-1533)   | Frederik I van Denemarken (1471-1533)   | Frederik I van Denemarken (1471-1533) | Frederik I van Denemarken (1471-1533) | Frederik I van Denemarken (1471-1533) | Frederik I van Denemarken (1471-1533) |                                           |                                           |                                           |                                           |                                           |                                           | Anna van Brandenburg (1487-1514)          | Anna van Brandenburg (1487-1514)          | Anna van Brandenburg (1487-1514)          | Anna van Brandenburg (1487-1514)          | Anna van Brandenburg (1487-1514)  | Anna van Brandenburg (1487-1514)  |                                   |                                   |                                   |                                   |                                 |                                 |                                          |                                          |                                          |                                          | Magnus I van Saksen-Lauenburg (1470-1543) | Magnus I van Saksen-Lauenburg (1470-1543) | Magnus I van Saksen-Lauenburg (1470-1543)           | Magnus I van Saksen-Lauenburg (1470-1543)           | Magnus I van Saksen-Lauenburg (1470-1543)           | Magnus I van Saksen-Lauenburg (1470-1543)           |                                                     |                                                     |                                           |                                           |                                                  |                                                  | Catharina van Brunswijk-Wolfenbüttel (1488-1563) | Catharina van Brunswijk-Wolfenbüttel (1488-1563) | Catharina van Brunswijk-Wolfenbüttel (1488-1563) | Catharina van Brunswijk-Wolfenbüttel (1488-1563) | Catharina van Brunswijk-Wolfenbüttel (1488-1563) | Catharina van Brunswijk-Wolfenbüttel (1488-1563) |                                                  |                                                  |                                                  |                                                  |  |  |  |  |  |  |  |  |  |  |  |  |  |  |  |  |  |  |  |  |  |  |  |  |  |  |  |  |  |  |  |  |  |  |  |  |  |  |  |  |  |  |  |  |  |  |  |  |
|                                         |                                         |                                         |                                         | Frederik I van Denemarken (1471-1533)   | Frederik I van Denemarken (1471-1533)   | Frederik I van Denemarken (1471-1533) | Frederik I van Denemarken (1471-1533) | Frederik I van Denemarken (1471-1533) | Frederik I van Denemarken (1471-1533) |                                           |                                           |                                           |                                           |                                           |                                           | Anna van Brandenburg (1487-1514)          | Anna van Brandenburg (1487-1514)          | Anna van Brandenburg (1487-1514)          | Anna van Brandenburg (1487-1514)          | Anna van Brandenburg (1487-1514)  | Anna van Brandenburg (1487-1514)  |                                   |                                   |                                   |                                   |                                 |                                 |                                          |                                          |                                          |                                          | Magnus I van Saksen-Lauenburg (1470-1543) | Magnus I van Saksen-Lauenburg (1470-1543) | Magnus I van Saksen-Lauenburg (1470-1543)           | Magnus I van Saksen-Lauenburg (1470-1543)           | Magnus I van Saksen-Lauenburg (1470-1543)           | Magnus I van Saksen-Lauenburg (1470-1543)           |                                                     |                                                     |                                           |                                           |                                                  |                                                  | Catharina van Brunswijk-Wolfenbüttel (1488-1563) | Catharina van Brunswijk-Wolfenbüttel (1488-1563) | Catharina van Brunswijk-Wolfenbüttel (1488-1563) | Catharina van Brunswijk-Wolfenbüttel (1488-1563) | Catharina van Brunswijk-Wolfenbüttel (1488-1563) | Catharina van Brunswijk-Wolfenbüttel (1488-1563) |                                                  |                                                  |                                                  |                                                  |  |  |  |  |  |  |  |  |  |  |  |  |  |  |  |  |  |  |  |  |  |  |  |  |  |  |  |  |  |  |  |  |  |  |  |  |  |  |  |  |  |  |  |  |  |  |  |  |
|                                         |                                         |                                         |                                         |                                         |                                         |                                       |                                       |                                       |                                       | Christiaan III van Denemarken (1503-1559) | Christiaan III van Denemarken (1503-1559) | Christiaan III van Denemarken (1503-1559) | Christiaan III van Denemarken (1503-1559) | Christiaan III van Denemarken (1503-1559) | Christiaan III van Denemarken (1503-1559) |                                           |                                           |                                           |                                           |                                   |                                   |                                   |                                   |                                   |                                   |                                 |                                 |                                          |                                          |                                          |                                          |                                           |                                           |                                                     |                                                     |                                                     |                                                     | Dorothea van Saksen-Lauenburg (1511-1571)           | Dorothea van Saksen-Lauenburg (1511-1571)           | Dorothea van Saksen-Lauenburg (1511-1571) | Dorothea van Saksen-Lauenburg (1511-1571) | Dorothea van Saksen-Lauenburg (1511-1571)        | Dorothea van Saksen-Lauenburg (1511-1571)        |                                                  |                                                  |                                                  |                                                  |                                                  |                                                  |                                                  |                                                  |                                                  |                                                  |  |  |  |  |  |  |  |  |  |  |  |  |  |  |  |  |  |  |  |  |  |  |  |  |  |  |  |  |  |  |  |  |  |  |  |  |  |  |  |  |  |  |  |  |  |  |  |  |
|                                         |                                         |                                         |                                         |                                         |                                         |                                       |                                       |                                       |                                       | Christiaan III van Denemarken (1503-1559) | Christiaan III van Denemarken (1503-1559) | Christiaan III van Denemarken (1503-1559) | Christiaan III van Denemarken (1503-1559) | Christiaan III van Denemarken (1503-1559) | Christiaan III van Denemarken (1503-1559) |                                           |                                           |                                           |                                           |                                   |                                   |                                   |                                   |                                   |                                   |                                 |                                 |                                          |                                          |                                          |                                          |                                           |                                           |                                                     |                                                     |                                                     |                                                     | Dorothea van Saksen-Lauenburg (1511-1571)           | Dorothea van Saksen-Lauenburg (1511-1571)           | Dorothea van Saksen-Lauenburg (1511-1571) | Dorothea van Saksen-Lauenburg (1511-1571) | Dorothea van Saksen-Lauenburg (1511-1571)        | Dorothea van Saksen-Lauenburg (1511-1571)        |                                                  |                                                  |                                                  |                                                  |                                                  |                                                  |                                                  |                                                  |                                                  |                                                  |  |  |  |  |  |  |  |  |  |  |  |  |  |  |  |  |  |  |  |  |  |  |  |  |  |  |  |  |  |  |  |  |  |  |  |  |  |  |  |  |  |  |  |  |  |  |  |  |
|                                         |                                         |                                         |                                         |                                         |                                         |                                       |                                       |                                       |                                       |                                           |                                           |                                           |                                           |                                           |                                           |                                           |                                           |                                           |                                           |                                   |                                   |                                   |                                   |                                   |                                   |                                 |                                 |                                          |                                          |                                          |                                          |                                           |                                           |                                                     |                                                     |                                                     |                                                     |                                                     |                                                     |                                           |                                           |                                                  |                                                  |                                                  |                                                  |                                                  |                                                  |                                                  |                                                  |                                                  |                                                  |                                                  |                                                  |  |  |  |  |  |  |  |  |  |  |  |  |  |  |  |  |  |  |  |  |  |  |  |  |  |  |  |  |  |  |  |  |  |  |  |  |  |  |  |  |  |  |  |  |  |  |  |  |
|                                         |                                         |                                         |                                         |                                         |                                         |                                       |                                       |                                       |                                       |                                           |                                           |                                           |                                           |                                           |                                           |                                           |                                           |                                           |                                           |                                   |                                   |                                   |                                   |                                   |                                   |                                 |                                 |                                          |                                          |                                          |                                          |                                           |                                           |                                                     |                                                     |                                                     |                                                     |                                                     |                                                     |                                           |                                           |                                                  |                                                  |                                                  |                                                  |                                                  |                                                  |                                                  |                                                  |                                                  |                                                  |                                                  |                                                  |  |  |  |  |  |  |  |  |  |  |  |  |  |  |  |  |  |  |  |  |  |  |  |  |  |  |  |  |  |  |  |  |  |  |  |  |  |  |  |  |  |  |  |  |  |  |  |  |
|                                         |                                         |                                         |                                         | Anna van Denemarken (1532-1585)         | Anna van Denemarken (1532-1585)         | Anna van Denemarken (1532-1585)       | Anna van Denemarken (1532-1585)       | Anna van Denemarken (1532-1585)       | Anna van Denemarken (1532-1585)       |                                           |                                           |                                           |                                           | Frederik II van Denemarken (1534-1588)    | Frederik II van Denemarken (1534-1588)    | Frederik II van Denemarken (1534-1588)    | Frederik II van Denemarken (1534-1588)    | Frederik II van Denemarken (1534-1588)    | Frederik II van Denemarken (1534-1588)    |                                   |                                   |                                   |                                   | Magnus van Lijfland (1540-1583)   | Magnus van Lijfland (1540-1583)   | Magnus van Lijfland (1540-1583) | Magnus van Lijfland (1540-1583) | Magnus van Lijfland (1540-1583)          | Magnus van Lijfland (1540-1583)          |                                          |                                          |                                           |                                           | Johan van Sleeswijk-Holstein-Sonderburg (1545-1622) | Johan van Sleeswijk-Holstein-Sonderburg (1545-1622) | Johan van Sleeswijk-Holstein-Sonderburg (1545-1622) | Johan van Sleeswijk-Holstein-Sonderburg (1545-1622) | Johan van Sleeswijk-Holstein-Sonderburg (1545-1622) | Johan van Sleeswijk-Holstein-Sonderburg (1545-1622) |                                           |                                           |                                                  |                                                  | Dorothea van Denemarken (1546-1617)              | Dorothea van Denemarken (1546-1617)              | Dorothea van Denemarken (1546-1617)              | Dorothea van Denemarken (1546-1617)              | Dorothea van Denemarken (1546-1617)              | Dorothea van Denemarken (1546-1617)              |                                                  |                                                  |                                                  |                                                  |  |  |  |  |  |  |  |  |  |  |  |  |  |  |  |  |  |  |  |  |  |  |  |  |  |  |  |  |  |  |  |  |  |  |  |  |  |  |  |  |  |  |  |  |  |  |  |  |